# وهن‌آباد
وهن‌آباد، روستایی تاریخی - باستانی، از توابع بخش مرکزی شهرستان رباط‌کریم در استان تهران ایران و مرکز دهستان وهن‌آباد است. این روستا در منطقه تاریخی تپه سفالی معمورین قرار دارد که تمام روستا و اطراف آن جزء آثار ملی ایران به‌شمار می‌آید. در سال ۱۳۵۵، یونسکو این منطقه را از مناطق احتمالی عصر آهن اعلام می‌دارد. امامزادگان عین و غین نیز در این روستا قرار دارد. در ۲ کیلومتری (حدود ۱ مایلی) جنوب این روستا، فرودگاه بین‌المللی امام خمینی قرار دارد. لقب این روستا پایتخت روستایی مبل ایران است. قدمت باستانی این روستا به ۱۱۰۰ سال پیش از میلاد مسیح و ۶۰۰ سال پیش از مهاجرت آریایی‌ها به ایران بر می‌گردد.

## واژه‌شناسی
واژه وهن یا وحن در اوستا (و فارسی باستان) به معنای خشت مالی و گل اندود کردن است. این واژه از واژگان کهن مورد استفاده آریایی‌ها است و ریشه در فارسی باستان دارد.
براساس لغت نامه دهخدا به استناد ناظم‌الاطبا معنی «وحن» را گل اندودن و گل اندود کردن گزارش داده است.  براساس فرهنگ فارسی هوشیار، وحن به معنای سنگلاخ نیز هست. در میان واژگان هم خانواده، واژه «وحنه» در فرهنگ فارسی هوشیار به معنای گل ليز و براساس لغت نامه دهخدا به معنای  گل چسبنده و نیک لغزاننده است.
مردم این روستا از گذشتگان دور تا دست کم حدود دهه ۱۳۵۰ خورشیدی، هر ساله به دیوارهای خانه‌های گلی خود در ماهی مشخص برای استحکام بیشتر گل می‌مالیدند (گل اندود می‌کردند) تا در ماه‌های پر بارش یا زلزله دوام کافی داشته باشد.
این نام از دوران کهن ایران باقی مانده و هیچ گونه ارتباطی با واژه وهن در زبان عربی که پس از اسلام در ایران رواج پیدا کرده ندارد.
از روستاهای تاریخی ایران که از واژه کهن «وهن» استفاده کردند، به غیر از وهن‌آباد می‌توان به موارد زیر اشاره کرد:
1. وهنان، روستایی از توابع بخش مرکزی شهرستان بهار در استان همدان ایران[۱۱]
2. وهن‌ده، روستایی از توابع بخش مرکزی شهرستان رزن، امروزه در استان همدان ایران [۱۲]
3. وهن‌دلی، روستایی در ایران تا زمان قاجاریه و منطقه‌ای مسکونی امروزه در جمهوری آذربایجان

از مکان‌هایی با واژه وهن که به پیشینه حضور آریایی‌ها در آن مناطق می‌رسد می‌توان به موارد زیر اشاره داشت:
1. وهن (Wahn)، یک منطقه در پورز، شهر کلن، کشور آلمان[۱۳]
2. وهن (Wahn) یک دهکده در ناحیه امسلند، زیر مجموعه شهرداری لاتن، ایالت نیدرزاکسن، آلمان[۱۴]
3. وهن (Wahn) یک منطقه در شهرداری نوینکیرشن-زلشاید در ناحیه راین-زیگ شهر کلن، آلمان[۱۵]
4. وهن (Wahn) یک سکونتگاه تاریخی و امروزه متروک است در ناحیه آسچندورف-هوملینگ، آلمان[۱۶]
5. وهن باچ (Wahnbach) در ناحیه نوردراین-وستفالن در راین-زیگ در آلمان[۱۷]

## جمعیت
- این روستا در دهستان وهن آباد قرار دارد و براساس سرشماری مرکز آمار ایران در سال ۱۳۸۵، جمعیت آن ۱٬۳۴۴ نفر (۳۲۵خانوار) بود.

- بر اساس سرشماری عمومی نفوس و مسکن (۱۳۹۵)، جمعیت این روستا به ۱۵۴۱ نفر و تعداد خانوار به بیش از ۴۰۰ نفر می‌رسد.

## موقعیت جغرافیایی
بر اساس فرهنگ کامل معین در زمان قاجاریه و پهلوی از روستاهای شهر ری به حساب می‌آمد. بر اساس گفته پیران این روستا، بخشی از خانات حکیم آباد بود. این روستا در کنار جاده ابریشم نیز قرار داشت. به خاطر قرارگیری در بین دو شهر قم و شهر ری همواره از محل‌های پر رفت و آمد مردم از گذشته بوده است.
این روستا، در میانه بزرگراه وهن‌آباد، در شمال فرودگاه امام خمینی و در سمت غرب بزرگراه تهران-قم قرار دارد. یونسکو، این روستا و اطراف آن و شمال فرودگاه را از مناطق میراث فرهنگی کشف نشده می‌داند. این منطقه (تپه سفالی معمورین) از آثار ملی ایران به‌شمار می‌رود.

## اماکن زیارتی، گردشگری

### امامزادگان عین و غین
امام‌زادگان عین و غین در این روستا قرار دارد و از مکان‌های زیارتی و جاذبه‌های گردشگری این روستا به‌شمار می‌آید.بنای قدیمی امام‌زاده به بنایی دایره وار و با گنبد هرمی به رنگ فیروزه‌ای بود. نخستین تغییر در ساختار سنتی امامزاده در سال ۱۳۷۷ صورت می‌گیرد.

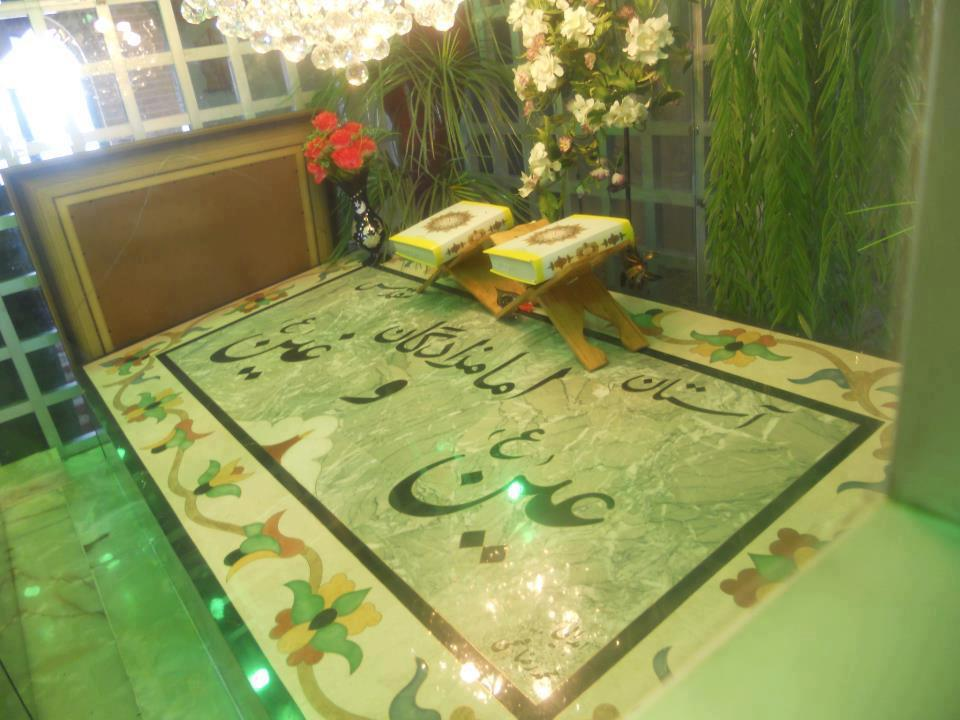
امامزاده عین و غین

در بازسازی سازمان اوقاف و امور خیریه تخریب شده است. در بازسازی های اخیر توسط سازمان اوقاف و مسئولین طرح بازسازی در سال ۱۳۹۵، بنای قدیمی به طور زیادی تخریب شد اما هنوز برخی از آن سازه ها همچنان وجود دارند. مقداری زیادی از خاک تپه نیزدر طی چندسال جابه جا شد و مقدار زیادی خاک و سنگ از سایر نقاط بر روی تپه ریختند که تپه از حالت اولیه خارج و بزرگتر از سابق شود که این رخداد باعث شد نوع خاک روی تپه عوض شود و بسیاری از قبرهای تاریخی نیز در این میان از بین برود.

### تپه‌های سفالی معمورین
این اثر در تاریخ ۲۷ دی ۱۳۷۷ با شمارهٔ ثبت ۲۲۶۰ به‌عنوان یکی از آثار ملی ایران به ثبت رسیده است.

### بازار مبل
صنعتگران این روستا با داشتن ۴۰۰ کارگاه تولید مبل، بخش عمده مبلمان اداری و خانگی استان تهران و کشور را تولید می‌کنند. کارگاه‌های مبل و به تبع آن فروشگاه‌های این صنعت مهم تأثیر بسزایی در رشد اقتصادی روستا داشته است، به طوری که امروزه بسیاری از محصولات این روستاییان به استان‌های دور دست و حتی کشورهای حاشیه خلیج‌فارس و... صادر می‌شود.

### باغ و کشاورزی
تولید گندم، ذرت و بلال از دیگر محصولات این روستاست که در این عرصه نیز روستا رشد چشمگیری داشته است. بر اساس لغت نامه دهخدا، محصول وهن‌آباد در دوره زمان های قدیم غلات ، صیفی و چغندرقند بوده.

### مساجد
- مسجد حضرت سیدالشهدا[۲۴]

## تاریخ روستا

### پیش از اسلام
در سال‌های ۱۳۵۵، یونسکو این منطقه تا فرودگاه را به عنوان مناطق احتمالی پیدایش عصر آهن شناخت. تمام این روستا و اطراف آن از تپه سفالی معمورین به‌شمار می‌آیند. این منطقه مربوط به هزاره ۶ تا هزاره اول قبل از میلاد است این اثر در تاریخ ۲۷ دی ۱۳۷۷ با شمارهٔ ثبت ۲۲۶۰ به‌عنوان یکی از آثار ملی ایران به ثبت رسیده است. یکی از مهم‌ترین یافته‌های کشف شده از این تپه، سازه های معماری متعلق به عصر آهن است که تا پیش از این کاملا ناشناخته باقی مانده بود. البته در میان این آثار به دست آمده، «مهر استوانه ای شکل» کشف شد که نشان می داد مردمانی که ما به عنوان مردم عصر آهن می‌شناسیم، ۳۲۰۰ سال پیش وارد ایران شده اند.

### پس از اسلام
این روستا به خاطر قرارگیری در کنار جاده ابریشم و قرارگیری در دو شهر ری و قم، در طول تاریخ محل رفت و آمد کاروان‌ها و استراحتگاه بوده است.
اراضی این روستا تا پیش از اصلاحات ارضی در ایران متعلق به میرزا حسین پیرنیا مؤتمن‌الملک، نماینده مجلس شورای ملی بود.

### هنر
به گفته اهالی قدیمی روستا، این روستا علاوه بر کشاورزی و دامداری، به تولید صنایع دستی محلی از جمله فرش، گلیم، پارچه، ملافه و تشک و کوزه می‌پرداختند که به مرور زمان به فراموشی سپرده می‌شود.

### افراد سرشناس تاریخی
- حیدر لطیفیان (۱۲۵۸–۱۲۹۴ خورشیدی)

از اهالی وهن آباد، از مبارزان با حمله نیروی زمینی ارتش امپراتوری تزار روسیه در طی جنگ جهانی اول در نبرد تاریخی رباط‌کریم است.  روسیه، پس از اشغال شمال غرب ایران، در اطراف قزوین لشکر کشید وبا نزدیک شدن به تهران (پایتخت ایران) باعث بحرانی شدن اوضاع تهران و انحلال مجلس شد. در صورت گرفتن تهران، حاکمیت ایران از مشروطه خارج و ایران تحت سلطه امپراتوری روسیه تزاری در می‌آمد. این موضوع که احمدشاه و اطرافیان تصمیم گرفتند که با ترک تهران و جا به جایی پایتخت، سلسله قاجار را حفظ کنند. اما از دست رفتن پایتخت ممکن بود به شورش شهرها منجر شود. از این رو با جداسازی دولت و سلطنت، پایتخت دولت وقت به قم و سپس به اصفهان مهاجرت کرد و پایتخت سلطنت همچنان در تهران ماند. برای ایستادگی در برابر نیروهای روسیه و جا به جایی پایتخت دولت از تهران به قم و حفظ پایتخت سلطنت در تهران،  نیروهای مردمی به رهبری حیدر لطیفیان در نبردی موسوم به نبرد رباط‌کریم در اطراف تهران در برابر نیروهای روس مقاومت کردند. با آن که مقاومت مردمی در برابر روس ها شکست خورد، اما در هدف حفظ تهران از تسخیر توسط روسیه موفق شدند و پایتخت همچنان تهران ماند و ایران حفظ شد.
بر اساس روایات مردمان محلی روس‌ها با بریدن سرهای کشتگان، تشخیص اجساد را سخت می‌کند. مشهدی حسین شهریاری، از بزرگان روستا به همراه پسر ارشد حیدر با توجه به وجود کشمش و نخود در جیب‌های او، جسد او را شناسایی و در شمال امامزاده عین و غین به خاک سپردند.

## آب‌وهوا

### هواشناسی در سال ۲۰۲۳:
| داده‌های اقلیم وهن‌آباد، بلندی: ۱۰۰۷ متر، ۲۰۲۳                | داده‌های اقلیم وهن‌آباد، بلندی: ۱۰۰۷ متر، ۲۰۲۳ | داده‌های اقلیم وهن‌آباد، بلندی: ۱۰۰۷ متر، ۲۰۲۳ | داده‌های اقلیم وهن‌آباد، بلندی: ۱۰۰۷ متر، ۲۰۲۳ | داده‌های اقلیم وهن‌آباد، بلندی: ۱۰۰۷ متر، ۲۰۲۳ | داده‌های اقلیم وهن‌آباد، بلندی: ۱۰۰۷ متر، ۲۰۲۳ | داده‌های اقلیم وهن‌آباد، بلندی: ۱۰۰۷ متر، ۲۰۲۳ | داده‌های اقلیم وهن‌آباد، بلندی: ۱۰۰۷ متر، ۲۰۲۳ | داده‌های اقلیم وهن‌آباد، بلندی: ۱۰۰۷ متر، ۲۰۲۳ | داده‌های اقلیم وهن‌آباد، بلندی: ۱۰۰۷ متر، ۲۰۲۳ | داده‌های اقلیم وهن‌آباد، بلندی: ۱۰۰۷ متر، ۲۰۲۳ | داده‌های اقلیم وهن‌آباد، بلندی: ۱۰۰۷ متر، ۲۰۲۳ | داده‌های اقلیم وهن‌آباد، بلندی: ۱۰۰۷ متر، ۲۰۲۳ | داده‌های اقلیم وهن‌آباد، بلندی: ۱۰۰۷ متر، ۲۰۲۳ |
| ماه                                                         | ژانویه                                       | فوریه                                        | مارس                                         | آوریل                                        | مه                                           | ژوئن                                         | ژوئیه                                        | اوت                                          | سپتامبر                                      | اکتبر                                        | نوامبر                                       | دسامبر                                       | سال                                          |
| ----------------------------------------------------------- | -------------------------------------------- | -------------------------------------------- | -------------------------------------------- | -------------------------------------------- | -------------------------------------------- | -------------------------------------------- | -------------------------------------------- | -------------------------------------------- | -------------------------------------------- | -------------------------------------------- | -------------------------------------------- | -------------------------------------------- | -------------------------------------------- |
| سابقهٔ بیش‌ترین °C (°F)                                       | ۹ (۴۸)                                       | ۱۲ (۵۴)                                      | ۱۹ (۶۶)                                      | ۲۴ (۷۵)                                      | ۳۰ (۸۶)                                      | ۳۶ (۹۷)                                      | ۳۹ (۱۰۲)                                     | ۳۷ (۹۹)                                      | ۳۳ (۹۱)                                      | ۲۵ (۷۷)                                      | ۱۶ (۶۱)                                      | ۱۱ (۵۲)                                      | ۳۹ (۱۰۲)                                     |
| سابقهٔ کم‌ترین °C (°F)                                        | −۲ (۲۸)                                      | −۱ (۳۰)                                      | ۶ (۴۳)                                       | ۱۱ (۵۲)                                      | ۱۶ (۶۱)                                      | ۲۱ (۷۰)                                      | ۲۳ (۷۳)                                      | ۲۲ (۷۲)                                      | ۱۸ (۶۴)                                      | ۱۲ (۵۴)                                      | ۵ (۴۱)                                       | ۰ (۳۲)                                       | −۲ (۲۸)                                      |
| بارندگی میلی‌متر (اینچ)                                      | ۶۳٫۱ (۲٫۴۸)                                  | ۶۶٫۵ (۲٫۶۲)                                  | ۸۳٫۳ (۳٫۲۸)                                  | ۵۰٫۱ (۱٫۹۷)                                  | ۲۷٫۱ (۱٫۰۷)                                  | ۴٫۰ (۰٫۱۶)                                   | ۴٫۲ (۰٫۱۷)                                   | ۳٫۲ (۰٫۱۳)                                   | ۳٫۴ (۰٫۱۳)                                   | ۱۶٫۵ (۰٫۶۵)                                  | ۴۱٫۳ (۱٫۶۳)                                  | ۶۶٫۳ (۲٫۶۱)                                  | ۴۲۹ (۱۶٫۹)                                   |
| میانگین روزهای بارانی                                       | ۱۲٫۳                                         | ۱۰٫۹                                         | ۱۲٫۳                                         | ۱۰٫۰                                         | ۸٫۹                                          | ۳٫۳                                          | ۳٫۴                                          | ۱٫۶                                          | ۱٫۳                                          | ۵٫۸                                          | ۸٫۶                                          | ۱۰٫۷                                         | ۸۹٫۱                                         |
| میانگین روزهای برفی                                         | ۸٫۹                                          | ۶٫۶                                          | ۲٫۵                                          | ۰٫۱                                          | ۰٫۱                                          | ۰                                            | ۰                                            | ۰                                            | ۰                                            | ۰                                            | ۰٫۶                                          | ۴٫۹                                          | ۲۳٫۷                                         |
| درصد رطوبت                                                  | ۶۷                                           | ۵۹                                           | ۵۳                                           | ۴۴                                           | ۳۹                                           | ۳۰                                           | ۳۱                                           | ۳۱                                           | ۳۳                                           | ۴۴                                           | ۵۷                                           | ۶۶                                           | ۴۶٫۲                                         |
| میانگین روزانه ساعت‌های تابش آفتاب                           | ۱۳۷٫۲                                        | ۱۵۱٫۱                                        | ۱۸۶٫۰                                        | ۲۱۹٫۱                                        | ۲۷۹٫۸                                        | ۳۲۸٫۷                                        | ۳۳۶٫۶                                        | ۳۳۶٫۸                                        | ۳۰۰٫۵                                        | ۲۴۶٫۸                                        | ۱۶۹٫۴                                        | ۱۳۴٫۱                                        | ۲٬۸۲۶٫۱                                      |
| منبع: اداره اقیانوس و اتمسفر ملی ایالات متحده آمریکا - NOAA |                                              |                                              |                                              |                                              |                                              |                                              |                                              |                                              |                                              |                                              |                                              |                                              |                                              |

### آب
بر اساس لغت نامه دهخدا، در قدیم آب آن از طریق قنات (کاریز) تامین می شده.

## اقتصاد
مردم این روستا بیکاری را بد  می‌دانند و همه با هم، با کار و تلاش در کارگاه های تولید مبل، بدون کمک دولت، نرخ بیکاری را به صفر رسانده‌اند. نه تنها همه مردم این روستا شاغل هستند، که نیروی کار از مناطق اطراف، مانند بهارستان، ری، قدس، شهریار و تهران به وهن آباد می آیند و مردم این روستا علاوه بر گذران زندگی خود، توانسته اند، مخارج بسیاری از دانش‌آموزان و دانشجویان دانشگاه‌های مختلف را تهیه کنند.
حدود ۷ هزار نفر بطور مستقیم و غیرمستقیم در وهن‌آباد در صنعت مبل مشغول هستند.